# Rudolf I. (Clermont)

Wappen Rudolfs I. von Clermont

Rudolf I. von Clermont genannt der Rote (frz: Raoul Ier de Clermont dit le Roux, † 15. Oktober 1191 vor Akkon) war seit 1153 Herr von Creil, seit spätestens 1162 Graf von Clermont(-en-Beauvaisis) und seit 1163 durch Ehe Herr von Breteuil. Er war der Sohn des Grafen Rainald II. von Clermont und der Clementia von Bar.
König Ludwig VII. machte Rudolf 1164 zum Connétable von Frankreich. Im Sommer 1190 begab er sich in einer Vorausabteilung des Dritten Kreuzzugs unter Führung von Heinrich II. von Champagne ins Heilige Land, wo er an der Belagerung von Akkon teilnahm. Die Stadt fiel im 12. Juli 1191, nachdem auch König Philipp II. August mit seinem Hauptheer eingetroffen war. Er blieb im Heer, das den Dritten Kreuzzug weiterführte, als der König bereits am 31. Juli 1191 nach Europa zurückgekehrt war. Er fiel am 15. Oktober 1191 bei einem Gefecht vor Akkon.
Rudolf heiratete 1153 Adele von Breteuil († nach 1196/97), die älteste Tochter des Valeram (Galeran) III., Herr von Breteuil aus dem Haus Le Puiset. Aus ihrem Recht wurde er beim Tod des Schwiegervaters 1163 Herr von Breteuil. Rudolf und Adele hatten (mindestens) vier Kinder:
- Katharina, (* vor 1178, † 19./20. September 1212/13) 1192 Gräfin von Clermont, ⚭ 1184 Ludwig, 1191 Graf von Blois (X 14. April 1205 in Adrianopel)
- Aélis (* vor 1178; † vor 1182)
- Mahaut (1190/1200 bezeugt), ⚭ Wilhelm II., Herr von Vierzon († 1216)
- Philippe (* nach 1178; 1182 bezeugt)

Nach Rudolfs Tod heiratete Adele von Breteuil in zweiter Ehe Theobald III. von Crépy, Herrn von Nanteuil-le-Haudouin (1156/80 bezeugt, † vor 20. Januar 1183); sie wurde in Variville begraben.
Die Grafschaft Clermont ging nach Rudolfs Tod an seine Tochter Katharina über; deren Sohn, Graf Theobald VI. von Blois, verkaufte den Besitz 1218 an König Philipp II. August.